# حلقات نبتون

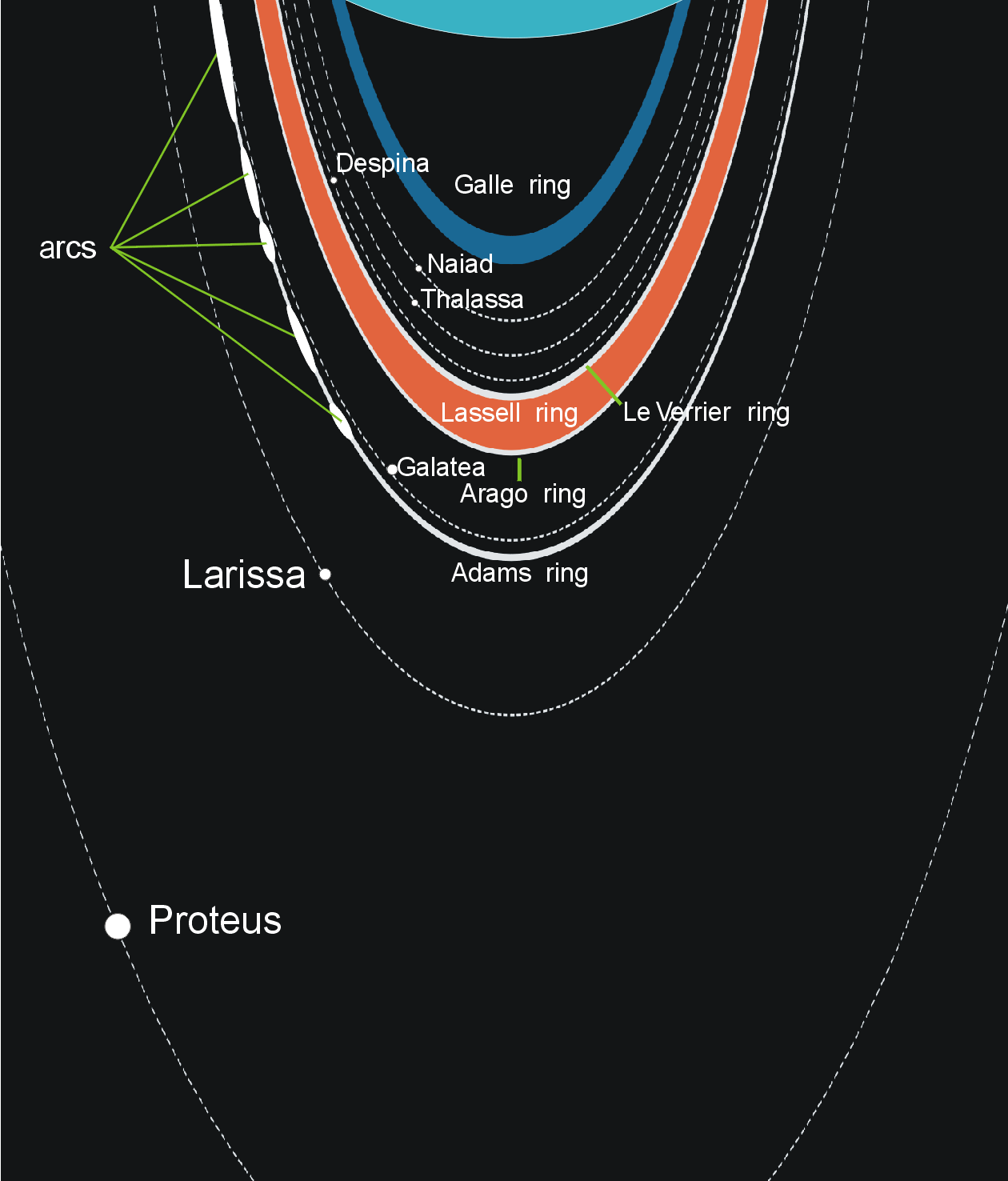
مخطط نظام حلقات-أقمار نبتون. الخطوط الغير متقطعة تدل على حلقات. الخطوط المتقطعة تدل على مدارات الأقمار.

حلقات نبتون تتألف أساسا من خمس حلقات رئيسية اكتشفت لأول مرة («كأقواس») في عام 1984 في تشيلي من قبل باتريس بوشت وراينهولد هافنر وجان مانفرويد في مرصد لا سيلا من خلال برنامج مراقبة اقترحه أندريه بريتش، وبرونو سيكاردي من مرصد باريس، وفي مرصد كرو تولولو بواسطة إف. فيلاس وإل.-آر. إليسر لبرنامج بقيادة ويليام هوبارد. وفي نهاية المطاف إلتقطت صور حلقات نبتون في عام 1989 من قبل المركبة الفضائية فوياجر 2. المناطق الأشد كثافة في حلقات نبتون، تتشابة مع أجزاء الأقل كثافة من حلقات زحل الرئيسية مثل حلقة C وحاجز كاسيني، معظم نظام حلقة نبتون رقيق جدا، خافت ومغبر ومشابة جدا لحلقات كوكب المشتري. سميت حلقات نبتون نسبة إلى علماء الفلك الذين ساهموا في أعمال هامة على الكوكب:.يوهان جدفريد جال، أوربان لوفيرييه، ويليام لاسيل، فرانسوا أراغو وجون كوش آدامز. لنبتون أيضا حلقة خافتة غير مسماة متزامنة مع مدار القمر غالاتيا.ثلاثة أقمار أخرى تدولا بين الحلقات: ناياد، ثالاسا وديسبينا.
حلقات نبتون تتكون من مواد داكنة للغاية، من المحتمل مركبات عضوية معالجه بواسطة الإشعاع، مماثلة لتلك التي وجدت في حلقات أورانوس. نسبة الغبار في الحلقات مرتفعة (بين 20٪ و 70٪) ، في حين أن السماكة البصرية منخفضة إلى معتدلة، عند أقل من 0.1.
حلقة آدامز فريدة وتتضمن خمسة أقواس متميزة، سميت Fraternité، Égalité 1 و 2، ليبرتي، وكاريج. وتحتل الأقواس مجموعة ضيقة من خطوط الطول المدارية وهي مستقرة بشكل ملحوظ، إذ لم تتغير إلا قليلا منذ اكتشافها في عام 1980 . وما زال سبب ثبات الأقواس قيد المناقشة. ومع ذلك، فإن استقرارها على الأرجح يرتبط بالتفاعل الرناني بين حلقة آدمز والقمر الراعي الداخلي غالاتيا.

## الاكتشافات وعمليات الرصد

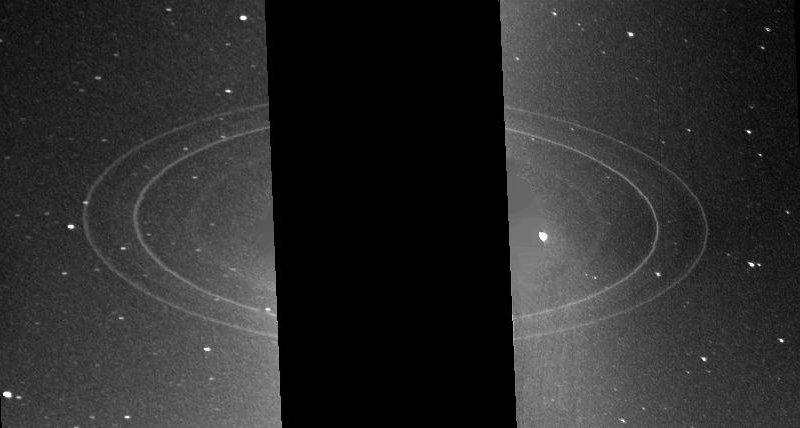
زوج من صور 'فوياجر 2' 'لنظام حلقات نبتون

أول ذكر لوجود حلقات حول نبتون يعود إلى عام 1846 عندما أعتقد وليام لاسيل، مكتشف أكبر أقمار نبتون تريتون، أنه رأى حلقة حول الكوكب. ولم يتم تأكيد هذا الادعاء على الإطلاق. أول رصد موثوق به لحلقة حول نبتون تم في عام 1968 أثناء احتجاب نجم، رغم أن هذه النتيجة سوف تذهب دون أن يلاحظها أحد حتى عام 1977 عندما تم اكتشاف حلقات أورانوس. بعد وقت قصير من اكتشاف حلقات أورانوس، بدأ فريق من جامعة فيلانوفا بقيادة هارولد ج. ريتسيما البحث عن حلقات حول نبتون. في 24 مايو عام 1981، اكتشفوا انخفاضا في سطوع نجم خلال أحد الاحتجابات. ومع ذلك، فإن الطريقة التي خفت بها النجم لا توحي بوجود حلقة. في وقت لاحق، بعد مرور فوياجر، وجد أن الخفوت كان سببة قمر نبتون الصغير لاريسا وهذا حدث غير عادي للغاية.
في الثمانينيات من القرن العشرين، كانت الاحتجابات المهمة نادرة جدا بالنسبة لنبتون بالمقارنة مع أورانوس، الذي يقع بالقرب من درب التبانة في ذلك الوقت، وبالتالي كان يتحرك أمام حقل أكثر كثافة من النجوم. حدث الاحتجاب التالي في 12 أيلول / سبتمبر 1983 ورجح احتمالية وجود حلقات حول نبتون. غير أن النتائج الأرضية لم تكن حاسمة. وعلى مدى السنوات الست المقبلة، رصد حوالي 50 حالة أخرى من حالات الاحتجاب، ولم يحقق سوى ثلثها نتائج إيجابية.
المركبة الفضائية فوياجر 2 قامت بحسم موضوع الحلقات النيبتونية وأكدت وجودها خلال رحلتها لنبتون في عام 1989، ومرورها القريب في 25 أغسطس فوق الغلاف الجوي للكوكب على بعد 4,950 كم (3,080 ميل). وأكدت أن بعض أحداث الاحتجاب الملاحظة من قبل كانت ناجمة بالفعل عن أقواس داخل حلقة آدمز.

## الخصائص العامة

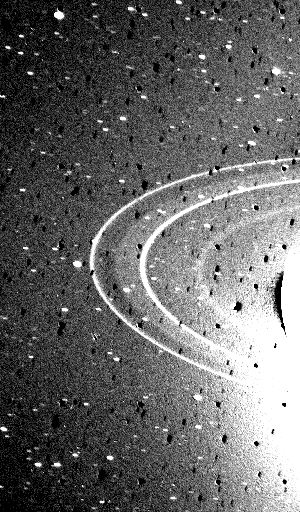
صورة تعريض مفرط من فوياجر لإبراز الملامح الخافتة

نبتون يمتلك خمس حلقات متميزة  اسمها، جالي، لو فيرير، لاسيل، أراجو وأدامز بحسب بعدها عن نبتون. بالإضافة إلى هذه الحلقات المعرفة جيدا، قد يمتلك نبتون أيضا طبقة خافتة للغاية من المواد التي تمتد إلى الداخل من حلقة لو فيرير إلى حلقة جالي وربما أبعد في اتجاه الكوكب. حلقات جالي ولاسيل واسعة، حيث يتراوح عرضهما ما بين 2000 و 5000 كم.الحلقات ثلاث الأخرى ضيقة عرضها حوالي 100 كم أو أقل. وتتكون حلقة آدامز من خمسة أقواس مشرقة ضمن حلقة خافتة متتابعة. عكس اتجاه عقارب الساعة، الأقواس هي: Fraternité، Égalité 1 و 2، ليبرتي، وكاريج. الأسماء الثلاثة الأولى مقتبسة من «الحرية والمساواة والأخوة»، شعار الثورة الفرنسية. واقترحت المصطلحات من قبل المكتشفين الأصلين.
أربعة أقمار صغيرة نيبتونية لها مدارات داخل نظام الحلقات: ناياد وثالاسا مدارتها في الفجوة بين حلقتي جالي ولو فيرير؛ مدار ديسبينا داخل حلقة لو فيرير. وغالاتيا يقع نوعا ما إلى داخل حلقة آدمز ضمن حليقة خافتة غير مسماة.
الحلقات النيبتونية تحتوي على كمية كبيرة من الغبار ميكرومتري الحجم: نسبة الغبار في منطقة المقطع العرضي ما بين 20٪ و 70٪. وهذا مماثل لحلقات كوكب المشتري، التي تبلغ نسبة الغبار فيها 50٪ -100٪، وهي مختلفة جدا عن حلقات زحل وأورانوس، التي تحتوي على غبار قليل (أقل من 0.1٪).
الجسيمات في حلقات نبتون تتكون من مواد داكنة. وربما خليط من الجليد والمواد العضوية المعالجة بالإشعاع. الحلقات محمرة البياض الهندسي (0.05) بياض بوند (0.01–0.02) والبياض مماثل لجسيمات حلقات أورانوس وأقمار نيبتون الداخلية.الحلقات عموما رقيقة بصريا (شفافة). لا تتجاوز سماكتها البصرية العادية 0.1. إجمالآ حلقات نبتون مشابة جدا لحلقات كوكب المشتري وكلا النظامين يتكون من حلقات أصغر خافتة وضيقة، وأيضا حلقات عريضة خافتة ومغبرة.
ويعتقد أن حلقات نبتون، مثل حلقات أورانوس، حديثة نسبيا؛ وقد يكون عمرها أقل بكثير من عمر النظام الشمسي. وأيضا، حلقات نبتون مثل حلقات أورانوس ربما تكونت عن تصادم وتفتت الأقمار الداخلية في وقت ما. مثل هذه الأحداث شكلت أحزمة قميرات تعمل كمصادر لغبار الحلقات. في هذا الصدد حلقات من نبتون مماثلة للأشرطة المتربة الخافتة التي لاحظهتا فوياجر 2 بين حلقات أورانوس الرئيسية.

## الحلقات الداخلية
الحلقة الأعمق لنبتون تسمى حلقة جالي نسبة لجوهان غوتفريد جالي، أول شخص يرى نبتون من خلال تليسكوب (1846). ويبلغ عرضها حوالي 2000 كم وتدور حول نبتون على بعد 41,000-43,000 كم. وهي حلقة خافتة متوسط عمقها البصري الطبيعي في حدود10−4 وبعمق يعادل 0.15 كم.وتقدر نسبة الغبار في هذه الحلقة بين 40٪ إلى 70٪.
الحلقة التالية تدعى حلقة لو فيرير نسبة لأوربين لو فيرير، الذي توقع موقع نبتون في عام 1846.وتدور حول نبتون في مدار نصف قطره المداري يقدر بجوالي 53,200 كم
حلقة لاسيل، المعروفة أيضا باسم الهضبة (plateau)، هي أعرض حلقة في نظام حلقات نبتون. سميت نسبة لوليام لاسيل، مكتشف أكبر أقمار نبتون تريتون. هذا الحلقة عبارة عن طبقة خافتة من المواد تحتل الفضاء بين حلقة لو فيرير عند حوالي 53200 كم وحلبة أراجو في 57200 كم. وعمقها البصري الطبيعي في حدود10−4 ، ما يعادل عمق 0.4 كم ونسبة الغبار في هذه الحلقة بين 20٪ إلى 40٪.
وهناك سطوع شاحب بالقرب من الحافة الخارجية لحلقة لاسيل، يقع عند 57200 كم من نبتون عرضه أقل من 100 كم، يسمى من بعض علماء الكواكب حلقة أراجو نسبة لفرانسوا أراجو، الفيزيائي، الفلكي والسياسي وعالم الرياضيات الفرنسي. ومع ذلك، فأن العديد من المنشورات لا تذكر حلقة أراجو كواحدة من حلقات نبتون على الإطلاق.

## حلقة ادامز

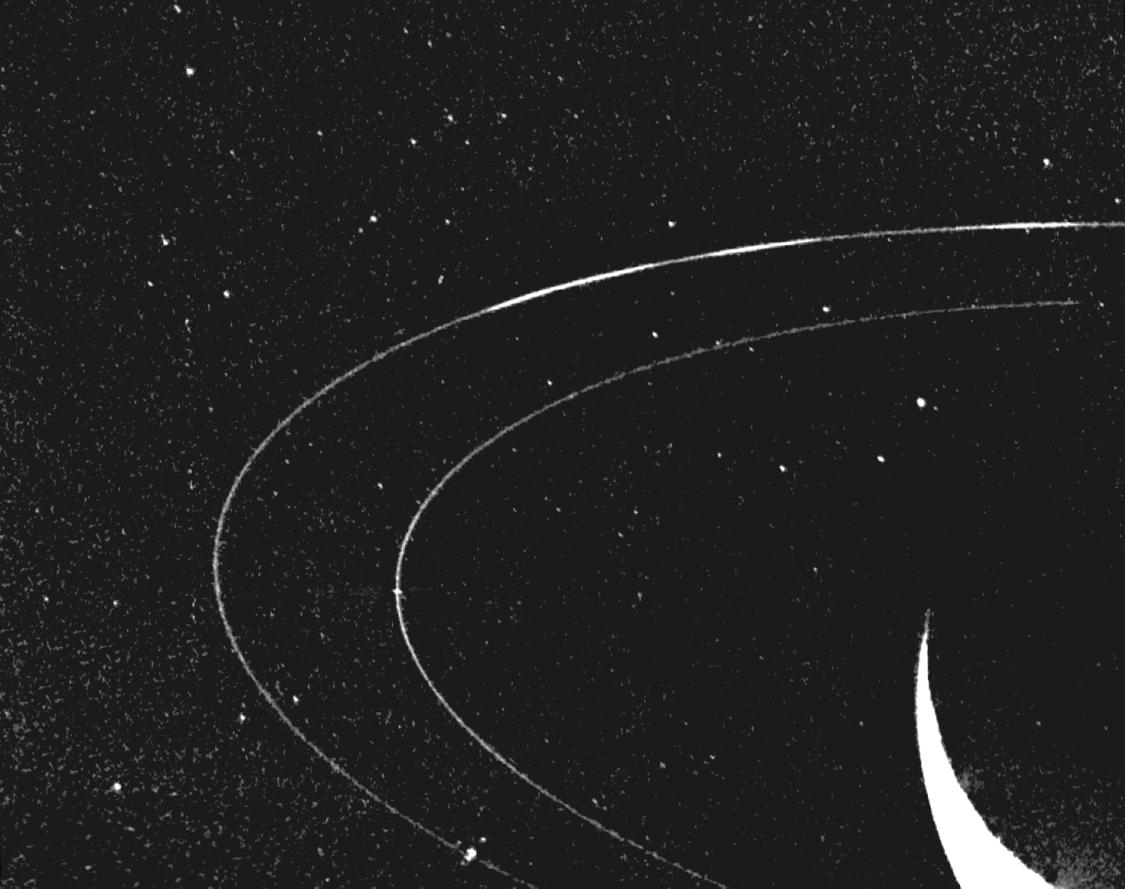
أقواس حلقة آدامز (من اليسار إلى اليمين: Fraternité، Égalité، Liberté)، بالإضافة إلى حلقة لو فيرير في الداخلية

حلقة آدمز الخارجية نصف قطرها المداري حوالي 63,930 كم وهي أكثر حلقة تمت دراستها من حلقات نبتون  وسميت بهذا الأسم نسبة لجون سوش آدامز، الذي توقع موقع نبتون بشكل مستقل عن لو فيرير  وهي حلقة ضيقة ذات انحراف مداري وميل قليل عرضها الإجمالي حوالي 35 كم (15-50 كم) ويبلغ عمقها البصري الطبيعي حوالي 0.011 ± 0.003 خارج الأقواس، وهو ما يطابق عمق يعادل حوالي 0.4 كم. نسبة الغبار في هذه الحلقة بين 20٪ إلى 40٪ -أقل من الحلقات الضيقة الأخرى.
قمر نبتون الصغير غالاتيا، الذي يدور داخل حلقة آدمز عند 61,953 كم، يعمل مثل الراعي، ويحافظ على جزيئات الحلقة داخل نطاق ضيق في محور مداري من خلال رنين مداري خارجي 42:43 . إن تأثير جاذبية غالاتيا يخلق 42 تذبذب محوري في حلقة آدامز اتساعة يبلغ حوالي 30 كم، والذي استخدم لاستدلال على مقدار كتلة غالاتيا.

### الأقواس
ألمع أجزاء حلقة آدامز هي أقواس الحلقات، العناصر الأولى في نظام حلقات نبتون التي يتم اكتشافها.الأقواس هي مناطق منفصلة داخل الحلقة تتجمع فيها الجسيمات معا بشكل غامض. ومن المعروف أن حلقة آدمز تتألف من خمسة أقواس قصيرة، والتي تحتل نطاق ضيق نسبيا في خطوط الطول عند 247 درجة إلى 294 درجة.(نظام خطوط الطول معين اعتبارا من 18 أغسطس 1989. نقطة الصفر تتوافق مع خط الزوال الصفري لنبتون.) وفي عام 1986 كانت الأقواس تقع بين خطوط الطول:
- 247–257° (Fraternité),
- 261–264° (Égalité 1),
- 265–266° (Égalité 2),
- 276–280° (Liberté),
- 284.5–285.5° (Courage).[5][10]

قدر السماكة البصرية العادية للأقواس في نطاق 0,03-0,09 (0.034 ± 0.005 للحافة الرئيسية في قوس Liberté كما قيست اثناء احتجاب نجمي) العرض المحوري تقريبا مشابة لحلقة متواصلة حوالي 30 كم.
الأقواس هي هياكل مستقرة جدا. اكتشفت من خلال عمليات رصد أرضية لإحتجابات نجمية في الثمانينيات، وبواسطة فوياجر 2 في عام 1989، ومرصد هابل الفضائي وتليسكوبات الأرضية في الفترة 1997-2005، وظلت عند نفس خط الطول المداري تقريبا. ومع ذلك فقد لوحظت بعض التغييرات. وقد انخفض السطوع العام للأقواس منذ عام 1986.

### خصائص
| اسم الحلقة     | نصف القطر (كم) | العرض (كم) | العمق المكافئ (كم)'[b][c] | السماكة البصرية العادية[a]        | نسبة الغبار,%          | ألإنحراف.         | الميل.(°)       | ملاحظات                                                             |
| -------------- | -------------- | ---------- | ------------------------- | --------------------------------- | ---------------------- | ----------------- | --------------- | ------------------------------------------------------------------- |
| جالي (N42)     | 40,900–42,900  | 2,000      | 0.15                      | ~ 10−4                            | 40–70                  | ?                 | ?               | حلقة خافتة واسعة                                                    |
| لو فيرير (N53) | 53,200 ± 20    | 113        | 0.7 ± 0.2                 | 6.2 ± 1.5(بالإسبانية: –3)‏         | 40–70                  | ?                 | ?               | حلقة ضيقة                                                           |
| لاسيل          | 53,200–57,200  | 4,000      | 0.4                       | ~ 10−4                            | 20–40                  | ?                 | ?               | حلقة لاسيل عبارة عن طبقة خافتة من المواد تمتد من لو فيرير إلى أراجو |
| أراجو          | 57,200         | <100       | ?                         | ?                                 | ?                      | ?                 | ?               | حلقة لاسيل عبارة عن طبقة خافتة من المواد تمتد من لو فيرير إلى أراجو |
| آدامز (N63)    | 62,932 ± 2     | 15–50      | 0.41.25–2.15 (في أقواس)   | 0.011 ± 0.0030.03–0.09 (في أقواس) | 20–40 40–70 (في أقواس) | 4.7 ± 0.2 إسبانيا | 0.0617 ± 0.0043 | خمسة أقواس لامعة                                                    |